# Allan Houston
Allan Wade Houston (Louisville, 20 de abril de 1971), é um jogador de basquete norte-americano, que atua pelo New York Knicks da NBA. Retornou da aposentadoria após quase três anos de inatividade no basquete profissional recentemente.

## Biografia
Allan Houston nasceu em Louisville, Kentucky, e jogou pela Ballard High School em sua cidade natal, ajudando a conquistar o título de 1988 do campeonato estadual do Kentucky. Praticou outros esportes como salto em altura, modalidade que sua irmã, Lynn Houston, conquistou o quarto lugar pelo campeonato da NCAA. Após o ensino médio, optou jogar pela Universidade do Tennessee, onde foi treinado por seu pai Wade Houston, se formando em 1993 como líder em pontos da universidade e o segundo em chutes para três pontos convertidos, atrás apenas de Chris Lofton. Foi amigo de quarto no campus do jogador de beisebol Brody Hendrix. É membro da fraternidade afro-americana Kappa Alpha Psi, que conta com outros membros famosos como o ex-jogador da NBA Bill Russell.
É casado com Tamara Houston e é pai de dois filhos. Participou do filme Black and White. É primo do cantor de hip hop cristão Sonny Hughes, participando de um videoclipe chamado Salt 'n Pepa.

## Carreira
Foi selecionado pelo Detroit Pistons no Draft de 1993 na 11ª escolha. Conseguiu médias de 8.5 pontos por partida em sua temporada de estréia e manteve bons índices nas duas temporadas seguintes, com 14.5 e 19.7 pontos em média. Em 1996 se transfere como free agent (livre de contrato) para o New York Knicks, time pelo qual jogaria as próximas nove temporadas. Os torcedores de Detroit se irritaram com Houston, pois esperavam que ele formasse uma ótima dupla com Grant Hill que estava chegando, mas Allan saiu sem sequer discutir uma renovação de contrato com a franquia.
Em seu primeiro ano em Nova York, foi titular no lugar de John Starks, que lhe serviu de mentor vindo do banco de reservas, dando a segurança que o jogador precisava para jogar bem. Houston manteve uma consistente média de 17 pontos por partida, ajudando os Knicks a chegar as finais da NBA em 1999, perdendo o título para o San Antonio Spurs. Sua partida mais famosa foi o jogo 5 das quartas-de-final da Conferência Leste daquele ano, contra o Miami Heat. No quarto período do jogo, com os Knicks perdendo por um ponto e restando pouco tempo no cronômetro, converte a cesta decisiva em rápida jogada de infiltração faltando apenas 0.8 segundos para o fim do jogo, dando a vitória por 78-77 e a classificação para as semi-finais. A jogada é a número 50 da lista de 60 maiores jogadas da história da NBA segundo o site NBA.com. Participou dos times do All-Star em 2000 e 2001.
Foi convocado para a Seleção Americana de Basquete para as Olimpíadas de 2000 disputadas em Sydney na Austrália. A boa campanha, com média de 8 pontos por partida, ajudou a conquistar a medalha de ouro.
Na temporada 2001-2002 igualou o recorde da franquia de mais pontos anotados em um mesmo quarto de jogo, anotando os mesmos 24 pontos de Willis Reed, obtidos em 1967. O jogo do recorde foi em 12 de janeiro de 2002 contra o Milwaukee Bucks. Durante os anos em que o New York Knicks era presença certa nos playoffs, Houston se destacava com médias de 17.5 pontos e mais de 3 rebotes e 2 assistências por jogo. Em 16 de fevereiro de 2003, contra o Los Angeles Lakers, realizou sua melhor partida na NBA, quando anotou 53 pontos jogando em Los Angeles. Naquela temporada ainda teria outro jogo com 50 pontos, os dois únicos de sua carreira. Já realizou 4 partidas em que anotou pelo menos 40 pontos em sua carreira.
Mas as temporadas seguintes foram marcadas por contusões e, não por acaso, ausência dos Knicks na pós-temporada. Em 2003-2004 perdeu 32 partidas devido a lesões e na temporada 2004-2005 realizou apenas 20 jogos. As contusões no joelho, principalmente, forçaram Houston a anunciar a aposentadoria em 17 de outubro de 2005. Em março de 2007, Houston declarou que gostaria de voltar as quadras e despertou interesse de Miami Heat, Detroit Pistons, Cleveland Cavaliers, San Antonio Spurs e Phoenix Suns. Porém, o jogador só decidiu definitivamente regressar após o encerramento da temporada 2007-2008, quando a equipe que fez tanto sucesso, o New York Knicks anunciou a volta de um dos maiores ídolos da torcida local. Em sua primeira passagem, Houston se destacou como um dos maiores na história da franquia, sendo o segundo de todos os tempos em chutes de três pontos, com 890 conversões, superado apenas por outro ídolo, John Starks e o 11ª de toda a história da NBA. No time de Nova York (cidade onde mantém residência) foi o quarto em número de pontos anotados na história da franquia, superado por Patrick Ewing, Walt Frazier e Willis Reed e oitavo na média de pontos conquistados (18.8). Com sua volta para a próxima temporada, esses recordes ainda podem mudar.

## Regra Allan Houston
A chamada Regra Allan Houston consiste em uma permissão da liga de uma franquia se desfazer de um jogador com contrato elevado para não ter que pagar as chamadas "luxury tax" (impostos de luxo, no qual uma franquia é obrigada a pagar por cada centavo que exceda o teto salarial da liga, atualmente em 61,7 milhões de dólares por temporada).
Essa "exceção" foi elaborada pelo sindicato dos jogadores em acordo com a direção da NBA, comandada por David Stern. Com isso, alivia o financeiro das equipes que ultrapassam o teto salarial estipulado, deixando elencos mais extensos sem necessidade de um gasto muito acima das possibilidades, além do contrato do jogador que utiliza da regra, obviamente. Com isso, um jogador "free agent" (agente livre), pode acertar com qualquer outra franquia e pela quantidade de dinheiro adicional que seu antigo time seria obrigado a pagar.
Tal regra levou o nome do jogador pois o jogador foi o caso mais emblemático, quando o New York Knicks precisava pagar as "luxury tax" por contar com um jogador com contrato acima de 40 milhões de dólares mas que estava constantemente lesionado. Curiosamente, os Knicks decidiram dispensar outro jogador, Jerome Williams e manter Houston, em contrapartida do contrato de 23 milhões por três anos de Williams. A desculpa da direção para tal atitude foi que Houston estava trabalhando intensamente para se livrar do problema crônico no joelho com fortalecimento na perna.

## Estatísticas

### Temporada Regular
| Ano       | Equipe          | PR  | PT  | MP   | %CP  | %C3  | %LL   | RP  | AP  | RoP | TP | PP   |
| --------- | --------------- | --- | --- | ---- | ---- | ---- | ----- | --- | --- | --- | -- | ---- |
| 1993-1994 | Detroit Pistons | 79  | 20  | 19.2 | .405 | .299 | .824  | 1.5 | 1.3 | .4  | .2 | 8.5  |
| 1994-1995 | Detroit Pistons | 76  | 39  | 26.3 | .463 | .424 | .860  | 2.2 | 2.2 | .8  | .2 | 14.5 |
| 1995-1996 | Detroit Pistons | 82  | 75  | 37.5 | .453 | .427 | .823  | 3.7 | 3.0 | .7  | .2 | 19.7 |
| 1996-1997 | New York Knicks | 81  | 81  | 33.1 | .423 | .385 | .803  | 3.0 | 2.2 | .5  | .2 | 14.8 |
| 1997-1998 | New York Knicks | 82  | 82  | 34.7 | .447 | .385 | .851  | 3.3 | 2.6 | .8  | .3 | 18.4 |
| 1998-1999 | New York Knicks | 50  | 50  | 36.3 | .418 | .407 | .862  | 3.0 | 2.7 | .7  | .2 | 16.3 |
| 1999-2000 | New York Knicks | 82  | 82  | 38.6 | .483 | .436 | .838  | 3.3 | 2.7 | .8  | .2 | 19.7 |
| 2000-2001 | New York Knicks | 78  | 78  | 36.6 | .449 | .381 | .909  | 3.6 | 2.2 | .7  | .1 | 18.7 |
| 2001-2002 | New York Knicks | 77  | 77  | 37.8 | .437 | .393 | .870  | 3.3 | 2.5 | .7  | .1 | 20.4 |
| 2002-2003 | New York Knicks | 82  | 82  | 37.9 | .445 | .396 | .919  | 2.8 | 2.7 | .7  | .1 | 22.5 |
| 2003-2004 | New York Knicks | 50  | 50  | 36.0 | .435 | .431 | .913  | 2.4 | 2.0 | .8  | .0 | 18.5 |
| 2004-2005 | New York Knicks | 20  | 11  | 26.6 | .415 | .388 | .837  | 1.2 | 2.1 | .4  | .1 | 11.9 |
| Total     |                 | 839 | 727 | 33.7 | .444 | .402 | .863  | 2.9 | 2.4 | .7  | .1 | 17.3 |
|           | All-Star Game   | 2   | 0   | 16.5 | .333 | .400 | 1.000 | 1.5 | 2.5 | .5  | .0 | 8.0  |

### Playoffs
| Ano       | Equipe          | PR | PT | MP   | %CP  | %C3  | %LL   | RP   | AP  | RoP | TP | PP   |
| --------- | --------------- | -- | -- | ---- | ---- | ---- | ----- | ---- | --- | --- | -- | ---- |
| 1995-1996 | Detroit Pistons | 3  | 3  | 45.3 | .431 | .333 | .900  | 2.6  | 2.0 | .0  | .0 | 25.0 |
| 1996-1997 | New York Knicks | 9  | 9  | 40.0 | .513 | .500 | .885  | 2.5  | 2.3 | .6  | .3 | 19.2 |
| 1997-1998 | New York Knicks | 10 | 10 | 40.3 | .434 | .391 | .862  | 3.8' | 2.8 | .5  | .1 | 21.1 |
| 1998-1999 | New York Knicks | 20 | 20 | 39.1 | .442 | .250 | .883  | 2.7  | 2.5 | .4  | .0 | 18.5 |
| 1999-2000 | New York Knicks | 16 | 16 | 40.3 | .438 | .500 | .861  | 3.2  | 1.6 | 1.1 | .1 | 17.5 |
| 2000-2001 | New York Knicks | 5  | 5  | 37.8 | .593 | .545 | 1.000 | 1.8  | 1.4 | .2  | .2 | 20.8 |
| Total     |                 | 63 | 63 | 40.0 | .448 | .419 | .884  | 2.9  | 2.2 | .6  | .1 | 19.2 |